# لرتا دیواین
لرتا دیواین (انگلیسی: Loretta Devine؛ زادهٔ ۲۱ اوت ۱۹۴۹) هنرپیشه و خواننده اهل ایالات متحده آمریکا است. وی از سال ۱۹۷۷ میلادی تاکنون مشغول فعالیت بوده است.

## بخشی از فیلمشناسی
| سال  | عنوان                  | نقش               |
| ---- | ---------------------- | ----------------- |
| ۱۹۹۰ | استنلی و ایریس         | Bertha            |
| ۱۹۹۵ | در انتظار بازدم        |                   |
| ۱۹۹۶ | همسر واعظ              |                   |
| ۱۹۹۷ | گردن کلفت              |                   |
| ۱۹۹۸ | افسانه محلی            | Reece Wilson      |
| ۱۹۹۹ | معرفی دوروتی دندریج    |                   |
| ۲۰۰۰ | آنچه زنان می‌خواهند     | Flo the Doorwoman |
| ۲۰۰۱ | من سم هستم             | Margaret Calgrove |
| ۲۰۰۴ | تصادف                  | Shaniqua Johnson  |
| ۲۰۰۶ | دختران رؤیایی          | Jazz singer       |
| ۲۰۰۷ | باشگاه کوگر            |                   |
| ۲۰۰۹ | پسرم، پسرم، چه کرده‌ای؟ | Miss Roberts      |
| ۲۰۱۰ | بلیت بخت‌آزمایی         | Grandma           |
| ۲۰۱۳ | خومبا                  | Mama V            |
| ۲۰۲۲ | مک و ریتا              |                   |